# Municipio Balleza
Koordinaten: 26° 54′ N, 106° 24′ W
Balleza ist ein Municipio mit über 17.000 Einwohnern im mexikanischen Bundesstaat Chihuahua. Das Municipio hat eine Fläche von 5.414,9 km². Verwaltungssitz und größter Ort im Municipio ist Mariano Balleza. Das Municipio wurde ebenso wie sein Hauptort nach Mariano Balleza, einer Persönlichkeit des mexikanischen Unabhängigkeitskampfes, benannt.

## Geographie
Das Municipio Balleza liegt im Süden des Bundesstaats Chihuahua auf einer Höhe zwischen 1300 m und 3100 m. Es zählt zur Gänze zur physiographischen Provinz der Sierra Madre Occidental. 79 % des Municipios liegen in der hydrologischen Region Bravo-Conchos und entwässern in den Golf von Mexiko, der Rest zählt zur hydrologischen Region Sinaloa und entwässert über den Río Fuerte in den Golf von Kalifornien. Die Geologie des Municipios wird zu 80 % von rhyolithischem Tuff bestimmt bei 9 % Basalt und 8 % Konglomeratgestein; vorherrschende Bodentypen im Municipio sind der Regosol, Leptosol (je 32 %), Phaeozem (15 %), Luvisol (10 %) und Cambisol (7 %). 79 % des Municipios sind bewaldet, 18 % dienen als Weideland.
Das Municipio ist umgeben von den Municipios San Francisco del Oro, El Tule, Rosario, Guachochi, Nonoava und Guadalupe y Calvo und grenzt zudem an den Bundesstaat Durango.

## Bevölkerung
Beim Zensus 2010 wurden im Municipio 17.672 Menschen in 4154 Wohneinheiten gezählt. Davon wurden 7856 Personen als Sprecher einer indigenen Sprache registriert, darunter 7184 Sprecher der Tarahumara-Sprache. Etwa 27 % der Bevölkerung waren Analphabeten. 5459 Einwohner wurden als Erwerbspersonen registriert, wovon gut 84 % Männer bzw. 9,2 % arbeitslos waren. 40 % der Bevölkerung lebten in extremer Armut.

## Orte
Das Municipio Balleza umfasst 419 bewohnte localidades, von denen lediglich der Hauptort vom INEGI als urban klassifiziert ist. 33 Orte wiesen beim Zensus 2010 eine Einwohnerzahl von über 100 auf. Die größten Orte sind:
| Ort                                 | Einwohner |
| Mariano Balleza                     | 2087      |
| Ejido el Vergel                     | 2008      |
| La Magdalena                        | 0500      |
| General Carlos Pacheco (El Terrero) | 0480      |
| Baquiriachi                         | 0430      |